# Adolphe V de Holstein-Segeberg
Adolphe V de Holstein-Segeberg (né vers 1252 - 1308) fut comte de Holstein-Kiel de 1263 à 1273 puis de Holstein-Segeberg à partir de 1273 jusqu'à sa mort.

## Biographie
Adolphe est l'aîné des deux fils du comte Jean Ier de Holstein-Kiel et de son épouse Elisabeth de Saxe-Wittenberg. À la mort de leur père en 1263 il règne conjointement sur leur patrimoine avec son frère Jean II de Holstein-Kiel sous la régence de leur oncle  Gérard Ier de Holstein-Itzehoe|Gérard Ier
En 1273, le comté est divisé entre Adolphe V et son jeune frère  Jean II d'une part et leur oncle Gérard Ier d'autre part.  Gérard Ier reçoit Holstein-Itzehoe; Adolphe V et Jean II  partagent leur part. entre eux, Adolphe V obtient la région entre l'Elbe et le Großer Plöner See qui constitue un grand domaine au dans la basse Elbe au nord-ouest de Hambourg. 
Adolphe V s'attribue le titre de  « Comte de Holstein et Stormarn ». Il réside au château de Siegesburg à Segeberg, qui est le plus grand château de la région. Sa part du comté est désormais nommée par l'historiographie postérieure « Holstein-Segeberg ». Adolphe V meurt en 1308.  Comme il ne laisse pas d'héritier en ligne masculin, le Holstein-Segeberg revient à son neveu Adolphe VII, le fils de  Jean II.  
Cependant, Adolphe VII est tué à la suite d'une vengeance privée en 1315 et le Holstein-Segeberg revient alors à son père Jean II. En 1316  Jean II étant lui aussi désormais sans héritier male, le Holstein-Segeberg est divisé entre deux autres cohéritiers du comté de Holstein: Gérard III de Holstein-Rendsburg et Adolphe VII de Holstein-Pinneberg et Schaumbourg.

## Union et postérité
Adolphe V épouse Euphémia (morte après 1316), une fille du duc Bogusław IV de Poméranie-Wolgast. Ils ont une fille unique :
- Elisabeth (d. 1318), qui épouse en 1307 Burchard Ier comte de Lindow-Ruppin.